# Albania ai Giochi della XXXIII Olimpiade
L'Albania ha partecipato ai Giochi della XXXIII Olimpiade, che si sono svolti a Parigi, Francia, dal 26 luglio all'11 agosto 2024, con 8 atleti, 5 uomini e 3 donne in 4 discipline.
I portabandiera alla cerimonia di apertura sono stati Zelimkhan Abakarov e Kaltra Meca. In questa edizione, l'Albania ha vinto le sue due prime medaglie ai Giochi olimpici, entrambe nella lotta libera ed entrambe di bronzo.

## Medaglie
| Riepilogo quotidiano | Riepilogo quotidiano | Riepilogo quotidiano | Riepilogo quotidiano | Riepilogo quotidiano | Riepilogo quotidiano |
| -------------------- | -------------------- | -------------------- | -------------------- | -------------------- | -------------------- |
| Giorno               | Data                 |                      |                      |                      | Totale               |
| 15º                  | 10                   | 0                    | 0                    | 1                    | 1                    |
| 16º                  | 11                   | 0                    | 0                    | 1                    | 1                    |
| Totale               | Totale               | 0                    | 0                    | 2                    | 2                    |

### Medagliere per disciplina
| Sport  | Oro | Argento | Bronzo | Totale |
| ------ | --- | ------- | ------ | ------ |
| Lotta  | 0   | 0       | 2      | 2      |
| Totale | 0   | 0       | 2      | 2      |

### Medaglie
| Medaglia | Nome          | Sport | Evento         |
| -------- | ------------- | ----- | -------------- |
| Bronzo   | Chermen Valéj | Lotta | 74 kg maschile |
| Bronzo   | Islam Dudaev  | Lotta | 65 kg maschile |

## Delegazione
| Sport            | Uomini | Donne | Totale |
| ---------------- | ------ | ----- | ------ |
| Atletica leggera | 1      | 1     | 2      |
| Lotta            | 3      | 0     | 3      |
| Nuoto            | 1      | 1     | 2      |
| Tiro             | 0      | 1     | 1      |
| Totale           | 5      | 3     | 8      |

## Risultati

### Atletica leggera
Maschile
Eventi su pista e strada
| Atleta        | Evento          | Qualifica | Qualifica | Batteria | Batteria  | Semifinale      | Semifinale      | Finale          | Finale          |
| Atleta        | Evento          | Misura    | Posizione | Misura   | Posizione | Misura          | Posizione       | Misura          | Posizione       |
| ------------- | --------------- | --------- | --------- | -------- | --------- | --------------- | --------------- | --------------- | --------------- |
| Franko Burraj | 100 metri piani | 10"60     | 2º Q      | 10"66    | 8º        | Non qualificato | Non qualificato | Non qualificato | Non qualificato |

Femminile
Eventi su pista e strada
| Atleta     | Evento       | Batteria  | Batteria  | Semifinale      | Semifinale      | Finale          | Finale          |
| Atleta     | Evento       | Risultato | Posizione | Risultato       | Posizione       | Risultato       | Posizione       |
| ---------- | ------------ | --------- | --------- | --------------- | --------------- | --------------- | --------------- |
| Luiza Gega | 3000 m siepi | 9'27"41   | 9ª        | Non qualificata | Non qualificata | Non qualificata | Non qualificata |

### Lotta

#### Libera
| Atleta             | Evento         | Ottavi                             | Quarti                          | Semifinali           | Ripescaggio                                 | Finale / FB                        | Pos. |
| Atleta             | Evento         | Avversario Risultato               | Avversario Risultato            | Avversario Risultato | Avversario Risultato                        | Avversario Risultato               | Pos. |
| ------------------ | -------------- | ---------------------------------- | ------------------------------- | -------------------- | ------------------------------------------- | ---------------------------------- | ---- |
| Zelimkhan Abakarov | 57 kg maschile | Diamantino Iuna Fafé (GBS) V (7-6) | Aman Sehrawat (IND) L (0-12)    | Non qualificato      | Non qualificato                             | Non qualificato                    | 8º   |
| Islam Dudaev       | 65 kg maschile | Gaku Akazawa (SAM) V (10-0)        | Rahman Amouzad (IRI) L (0-11)   | Non qualificato      | Zain Retherford (USA) V (5-0)               | Iszmail Muszukajev (USA) V (13-12) |      |
| Chermen Valéj      | 74 kg maschile | Turan Bayramov (AZE) V (4-3)       | Razambek Zhamalov (UZB) L (5-6) | Non qualificato      | Mahamedchabib Kadzimahamedaŭ (AIN) V (12-2) | Viktor Rassadin (TJK) V (6-2)      |      |

### Nuoto
| Atleta        | Gara                         | Batterie | Batterie | Semifinali      | Semifinali      | Finale          | Finale          |
| Atleta        | Gara                         | Tempo    | Pos.     | Tempo           | Pos.            | Tempo           | Pos.            |
| ------------- | ---------------------------- | -------- | -------- | --------------- | --------------- | --------------- | --------------- |
| Grisi Koxhaku | 100 m stile libero maschili  | 52''32   | 62º      | Non qualificata | Non qualificata | Non qualificata | Non qualificata |
| Kaitra Meca   | 200 m stile libero femminili | 2'12''21 | 27ª      | Non qualificata | Non qualificata | Non qualificata | Non qualificata |

### Tiro a segno/volo
| Atleta         | Evento                                | Qualificazione | Qualificazione | Finale          | Finale          |
| Atleta         | Evento                                | Punteggio      | Classifica     | Punteggio       | Classifica      |
| -------------- | ------------------------------------- | -------------- | -------------- | --------------- | --------------- |
| Manjola Konini | Pistola 10 m aria compressa femminile | 549            | 43ª            | Non qualificata | Non qualificata |
| Manjola Konini | Pistola 25 m femminile                | 569-10x        | 37ª            | Non qualificata | Non qualificata |